# Kurt Krjeńc

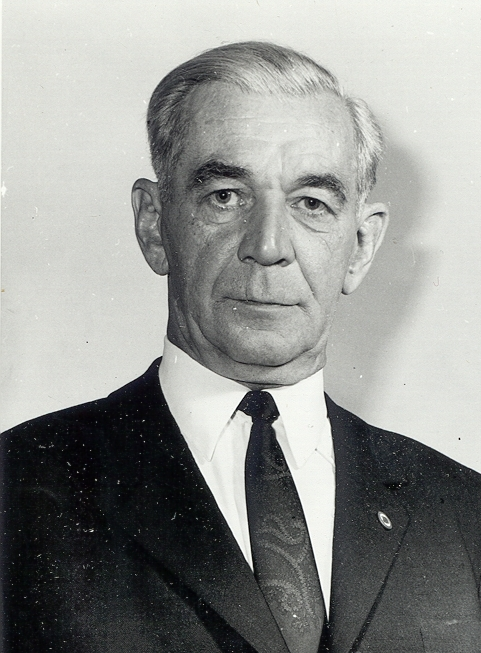
Kurt Krjeńc (um 1975)

Kurt Krjeńc (deutsch Kurt Krenz, * 7. Juli 1907 in Malschwitz; † 28. November 1978 in Bautzen) war ein sorbischer Politiker (KPD/SED) und von 1951 bis 1973 Vorsitzender der Domowina.

## Leben
Kurt Krjeńc wurde als Sohn eines Malschwitzer Steinbrucharbeiters geboren und in Großdubrau zum Porzellandreher ausgebildet. Bereits 1923 trat er der KPD bei und war außerdem im Serbski Sokoł aktiv. 1933 wurde Krjeńc verhaftet und einige Zeit im KZ Hohnstein inhaftiert. Von 1939 bis 1945 diente er in der Wehrmacht und geriet im Mai 1945 in sowjetische Kriegsgefangenschaft. Nach dem Ende des Zweiten Weltkrieges übernahm Krjeńc zunächst Funktionen als Kreis- und später Bezirkssekretär der KPD bzw. der Sozialistischen Einheitspartei Deutschlands (SED); 1949 wurde er Abgeordneter der Provisorischen Volkskammer für die SED. Von 1950 bis zu seinem Tod hatte er stets einen Sitz in der Volkskammer inne. Zwischen 1948 und 1953 war er im Sorbischen Volksbildungsamt Sachsens tätig.

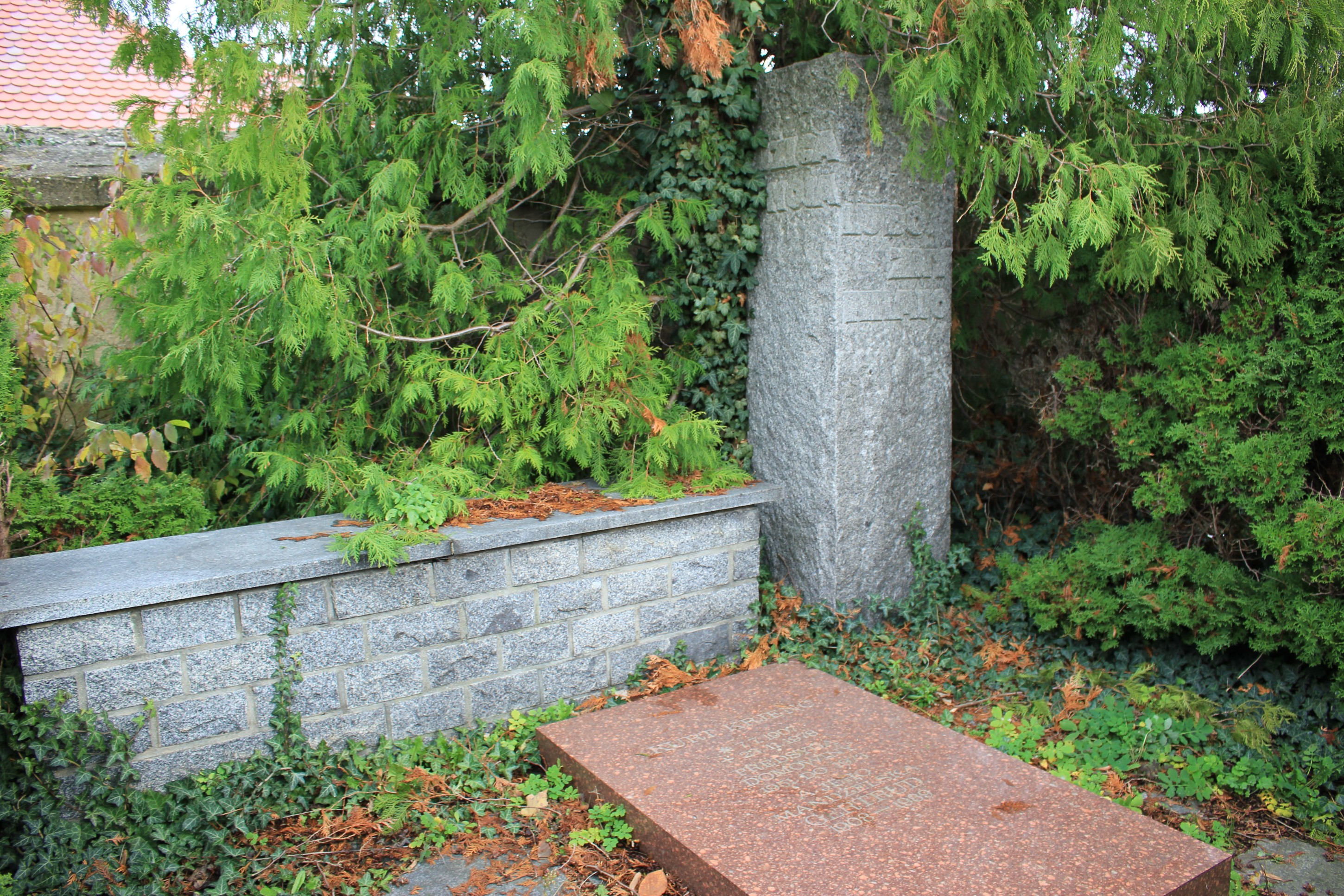
Grab von Kurt Krjeńc auf dem Malschwitzer Friedhof

Ende 1950 entschied sich die SED-Landesleitung Sachsen für Kurt Krjeńc als Nachfolger des Domowina-Vorsitzenden Pawoł Nedo, der die Organisation bereits vor ihrem Verbot durch die Nationalsozialisten 1937 und seit dem Kriegsende erneut geführt hatte. Nedo wurde nach Dresden versetzt und legte 1951 sein Ehrenamt nieder. Krjeńc wurde Bundesvorsitzender der Domowina. Unter seiner Führung wurde die Organisation umstrukturiert und fest in das Machtgefüge der DDR integriert. Die Heranführung der Sorben an den Sozialismus wurde zum erklärten Hauptzweck der Domowina.
Krjeńc blieb über 22 Jahre Domowina-Vorsitzender, bis er 1973 offiziell aus gesundheitlichen Gründen zurücktrat. Nach seinem Rückzug wurde das Amt des Vorsitzenden abgeschafft und erst im Rahmen der Demokratisierung der Domowina 1990 wieder eingeführt.
Neben anderen Auszeichnungen erhielt er den Karl-Marx-Orden und den Vaterländischen Verdienstorden in Gold.

## Schriften
- DOMOWINA – die nationale Organisation der Lausitzer Sorben, Schriftenreihe über die Sorben, Heft 3, Ministerium für Volksbildung der DDR, 1954